# 銀河鉄道の父
『銀河鉄道の父』（ぎんがてつどうのちち）は、門井慶喜の長編小説。宮沢賢治の父・宮沢政次郎の目を通して、息子をはじめとする家族を描く作品である。『小説現代』に2016年10月号から2017年7月号にかけて掲載され、加筆を経て2017年9月に講談社より単行本が刊行された。第158回（2017年下半期）直木三十五賞受賞作。
門井は、息子のために買ってきた宮沢賢治の学習漫画を見て書き始めようと思ったという。
2020年に舞台化。2023年に映画化。

## 書誌情報
- 単行本 - 講談社、2017年9月、ISBN 978-4062207508
- 文庫本 - 講談社文庫、2020年4月、ISBN 978-4065183816

## あらすじ（映画版）
明治29年、宮沢賢治は岩手県花巻で手広く質屋を営む家の初子として生まれた。大喜びで旅先から飛んで帰る父の政次郎。賢治という名は政次郎の帰宅前に厳格な祖父が命名の半紙にしたためていた。賢治は病弱で様々な病気を患ったが、赤痢で入院した時、政次郎は男親でありながら近所の目も気にせず、付き添って看病するほどの子煩悩だった。
賢治は中学を卒業したが成績は芳しくなく、質屋の仕事を継ぐことも嫌がった。質屋は貧しい農民から搾取していると主張する賢治に、質屋がなければ農民に金を貸す者はいないと説く政次郎。店番をさせても賢治は、妻が病気だと言う男の嘘にコロリと騙され、余分な金を貸してしまうお人好しだった。
宮沢家は二男三女の子沢山だが、賢治と仲が良いのは、すぐ下の妹トシだった。賢治に子供の頃のように童話を書けと勧めるトシ。だが、自信のない賢治は父に進学したいと願い出た。それも東京の大学ではなく、農民の役に立つために盛岡高等農林学校で農業を学ぶ賢治。在学中に賢治は、人造宝石を合成して売る商売を思いつき、父親に資金をねだったが却下された。
妹のトシは東京の女学校を卒業し、ボケて暴れる祖父を一喝して静めるほど肝の据わった才女だった。それに対して賢治は人々を救うという思いに囚われ、家の宗派とは異なる日蓮宗に傾倒して農林学校をやめると言い出した。宗教に救いを求めなければ、人間ではない修羅になると思い込み、大声でお題目を唱えて町を練り歩く賢治。
家出し、東京に出た賢治は日蓮宗の道場に通いつつ、宗教関連の文章を書き綴っていた。しかし、トシが結核で伏せったと連絡を受けた賢治は、トシに読ませるために急いで童話『風の又三郎』を執筆し、帰郷した。それからもトシのために童話を書き続ける賢治。
トシが亡くなり、火葬の席で日蓮宗のお題目を唱えようとして力尽きる賢治。そんな賢治を励まし、童話を書けと鼓舞する政次郎。ある日、賢治は政次郎に自費出版した詩集『春と修羅』を贈った。それからも東京で自費出版を続け、書評では絶賛される賢治。所要で東京に出た政次郎は半値で売られている賢治の本を見つけ、全て買い取ったが、賢治の下宿にはそれ以上の売れ残りが積まれていた。
花巻に戻り、別荘で一人暮らしをして童話を書く賢治。『羅須地人協会』を立ち上げて農民を指導し穏やかな日々が続く中、賢治に質屋を閉じると告げる政次郎。店は次男の清六に譲り、金物を売る店を始めるという。そんな政次郎に、お父さんのようになりたかったと告げる賢治。出来なかったから、賢治は子供の代わりに物語を生んだのだった。
賢治が結核にかかったと知って別荘に駆けつける政次郎。あの世に行って、トシに合わす顔がないと言う賢治に、病気を直して童話を書けと励まし、実家に戻して必死で看病する政次郎。賢治は重体の身でありながら、農業の相談に来た農民に誠意を持って対応し、力尽きた。息子の没後、賢治の全集を出版した政次郎は、賢治とトシが乗車する銀河鉄道に相席する夢を見た。

## 舞台

### 2020年版
2020年に、詩森ろば脚本、青木豪演出により舞台化が行われている。

#### キャスト（2020年版）
- 宮沢政次郎 - 的場浩司[3]
- 宮沢イチ - 大空ゆうひ[3]
- 宮沢賢治 - 田中俊介[3]
- 宮沢トシ - 鈴木絢音[3]
- 宮沢清六 - 栗山航[3]

### 2023年版
2023年に、詩森ろば脚本、青木豪演出により舞台再演。

#### キャスト（2023年版）
- 宮沢政次郎 - 的場浩司[5]
- 宮沢イチ - 大空ゆうひ[5]
- 宮沢賢治 - 福田悠太（ふぉ〜ゆ〜）[5]
- 宮沢清六 - 櫻井圭登[5]
- 宮沢トシ - 駒井蓮[5]
- 宮沢喜助 - 田鍋謙一郎[5]
- ヤギ - しゅはまはるみ[5]
- 西洞タミノ - 桑田亜紀[5]

## 映画
宮沢賢治没後90年となる2023年5月5日に公開。監督は成島出、主演は役所広司。

### キャスト（映画）
- 宮沢政次郎 - 役所広司
- 宮沢賢治 - 菅田将暉[4]
- 宮沢トシ - 森七菜[4]
- 宮沢イチ - 坂井真紀[7]
- 宮沢清六 - 豊田裕大[7]
- 宮沢喜助 - 田中泯[7]

### スタッフ（映画）
- 原作：門井慶喜『銀河鉄道の父』（講談社文庫）
- 監督：成島出
- 脚本：坂口理子
- 音楽：海田庄吾
- 主題歌：いきものがかり「STAR」（ソニー・ミュージックレーベルズ）[6]
- 助成：文化庁
- 制作プロダクション：キノフィルムズ、ツインズジャパン
- 製作：木下グループ
- 配給：キノフィルムズ